# Харбо, Грегори Джордан
Гре́гори Джо́рдан Ха́рбо (англ. Gregory Jordan Harbaugh; род. 1956) — астронавт НАСА. Совершил четыре космических полёта на шаттлах: STS-39 (1991, «Дискавери»), STS-54 (1993, «Индевор»), STS-71 (1995, «Атлантис») и STS-82 (1997, «Дискавери»), совершил три выхода в открытый космос, инженер.

## Личные данные и образование

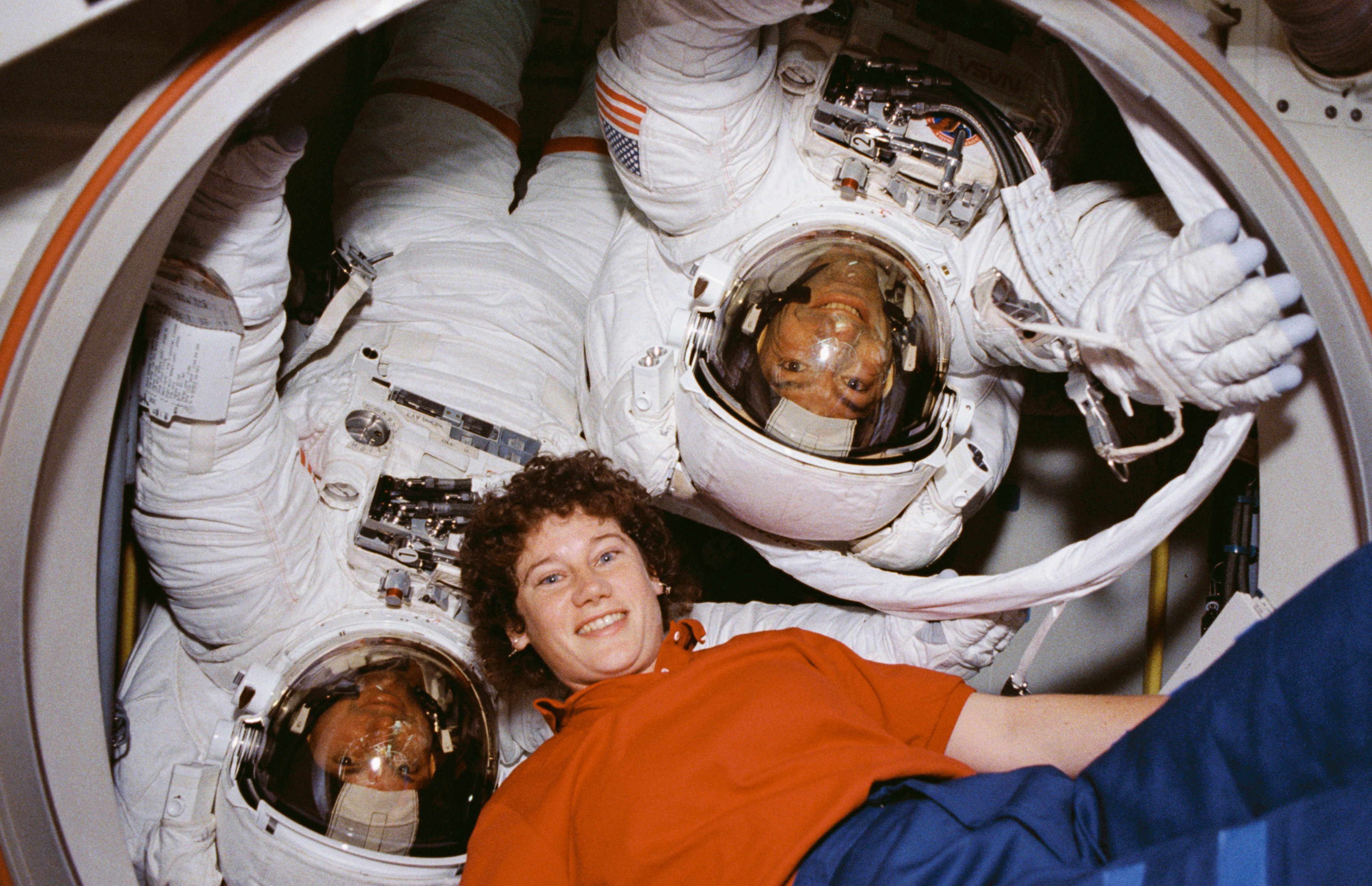
STS-54: перед выходом в открытый космос, Харбо (слева).

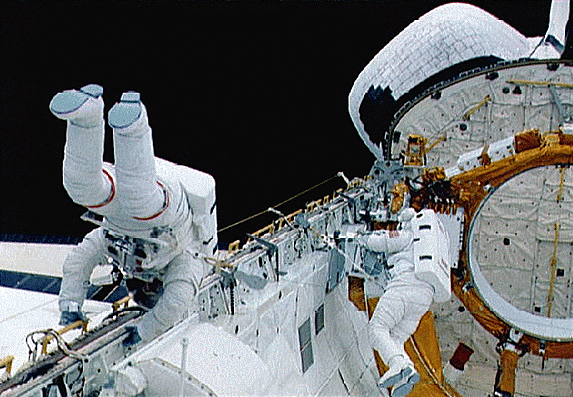
STS-54: Харбо (слева) и Ранко.

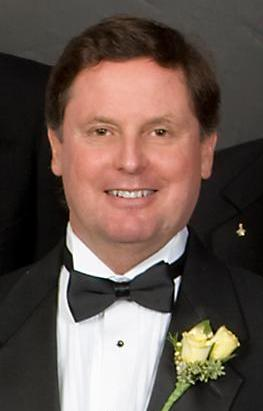
Харбо 29 августа 2008 года на праздновании 50-летия НАСА, Кливленд.

Грегори Харбо родился 15 апреля 1956 года в городе Кливленд, штат Огайо. Своим родным считает город Уиллогби, в том же штате, где в 1974 году окончил среднюю школу. В 1978 году получил степень бакалавра наук в области авиационной и космической техники в Университете имени Пердью, штат Индиана. В 1986 году получил степень магистра наук по физике в Университете Хьюстона в Клиа-Лэйке.
Женат, у них трое детей. Увлекается: строительство собственного самолёта, полёты, гольф, баскетбол, бег, зимние лыжи. .

## До НАСА
После окончания Университета Пердью, Харбо был распределён в Космический Центр имени Джонсона в Хьюстоне, штат Техас. С 1978 года он занимал инженерно-технические руководящие должности. Харбо был в группах поддержки экипажей в большинстве полётов шаттлов, начиная с STS-1 и до STS-51L. Он занимался обработкой данных при полёте STS-9 (Спейслэб-1) и STS-41D, контролировал работу астронавтов во время их внекорабельной деятельности на STS-41B, STS-41C и STS-41G. Харбо постоянно привлекали контролировать сложные виды работ, в основном - выходы астронавтов в открытый космос, где требовалось решение вопросов в реальном масштабе времени. Харбо имеет лицензию коммерческого пилота, и более 1 600 часов общего налета. .

## Подготовка к космическим полётам
В 1987 год был зачислен в отряд НАСА в составе 12-го набора, кандидатом в астронавты, в перспективе - «специалист полёта». Стал проходить обучение по курсу Общекосмической подготовки (ОКП) с июня 1987 года. По окончании курса, в августе 1988 года, получил квалификацию «специалист полёта» и назначение в Отдел астронавтов НАСА. Он был направлен в Лабораторию внедрения электронного оборудования шаттлов. Занимался вопросами: дистанционный манипулятор, телеробототехника, обслуживание космического телескопа Хаббла, в Центре управления полётами был оператором связи с экипажами, контролировал выходы в открытый космос, работы на Международной космической станции (МКС). Он был назначен в дублирующий экипаж STS-61, как специалист по внекорабельной деятельности, в первый полёт по ремонту и обслуживанию космического телескопа Хаббл.

## Полёты в космос
- Первый полёт — STS-39 [3], шаттл «Дискавери». C 28 апреля по 5 мая 1991 года в качестве «специалиста полёта». Основная задача полёта - проведение экспериментов по заказу Министерства обороны США, в частности по программе AFP-675 (англ. Air Force Program-675)[4]. Продолжительность полёта составила 8 суток 7 часов 23 минуты [5].
- Второй полёт — STS-54 [6], шаттл «Индевор». C 13 по 19 января 1993 года в качестве «специалиста полёта». Во время полёта выполнил один выход в открытый космос: 17 января 1993 года - продолжительностью 4 часа 28 минут. Основная цель полёта — вывод на орбиту спутника-ретранслятора TDRS-F[7]. Продолжительность полёта составила 5 дней 23 часа 39 минут.[8].
- Третий полёт — STS-71 [9], шаттл «Индевор». C 27 июня по 7 июля 1995 года в качестве «специалиста полёта». Это была первая стыковка шаттла с орбитальной станцией «Мир», была произведена смена экипажа станции. Продолжительность полёта составила 9 дней 19 часов 23 минуты. [10].
- Четвёртый полёт — STS-82 [11], шаттл «Дискавери». C 11 по 21 февраля 1997 года в качестве «специалиста полёта». Цель второго полёта к телескопу — проведение технического обслуживания и замена научных приборов на Космическом телескопе имени Хаббла[12]. Совершил два выхода в открытый космос: 15 февраля 1997 года - продолжительностью 7 часов 27 минут, 17 февраля 1997 года - продолжительностью 6 часов 34 минут. Продолжительность полёта составила 9 суток 23 часа 38 минут [13].

Общая продолжительность внекорабельной деятельности — 18 часов 29 минут. Общая продолжительность полётов в космос — 34 дня 1 час 59 минут.

## После полётов
Харбо ушёл из НАСА в марте 2001 года.

## Награды и премии
Награждён: Медаль «За космический полёт» (1991, 1993, 1995 и 1997), Медаль «За выдающуюся службу» (НАСА), Медаль «За исключительные заслуги», Медаль «За исключительные достижения» и многие другие.